# Gaston Julia

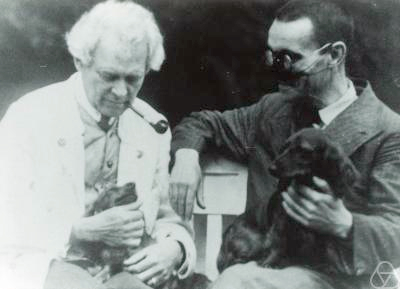
Matematycy Gustav Herglotz i Gaston Julia

Gaston Maurice Julia (ur. 3 lutego 1893 w Sidi Bel Abbes w Algierii, zm. 19 marca 1978 w Paryżu) – francuski matematyk, jeden z prekursorów teorii układów dynamicznych, profesor École polytechnique.

## Życiorys
Brał udział jako żołnierz w I wojnie światowej, w walkach stracił nos i do końca życia nosił skórzaną przepaskę. Jego najbardziej znaną pracą matematyczną jest Mémoire sur l'itération des fonctions rationnelles (traktat o iteracji funkcji wymiernych), w której opisał własności fraktala nazwanego później zbiorem Julii.